# Penionomus longipalpis
Penionomus longipalpis är en spindelart som först beskrevs av Simon 1889.  Penionomus longipalpis ingår i släktet Penionomus och familjen hoppspindlar. Inga underarter finns listade i Catalogue of Life.